# Consalvo Sanesi

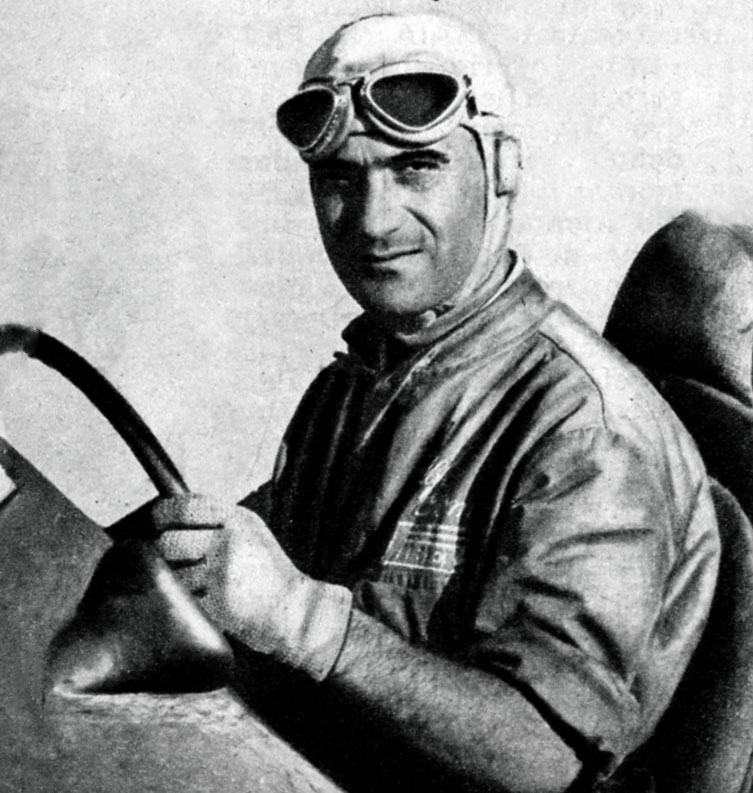
Consalvo Sanesi

Consalvo Sanesi (Terranuova Bracciolini, Arezzo, 28 maart 1911 - Milaan, 28 juli 1998) was een autocoureur uit Italië. Hij nam in 1950 en 1951 deel aan 5 Grands Prix Formule 1 voor het team Alfa Romeo en scoorde hierin 3 WK-punten.